# Hanley Castle
Hanley Castle – wieś w Anglii, w hrabstwie Worcestershire, w dystrykcie Malvern Hills. Leży 13 km na południe od miasta Worcester i 159 km na północny zachód od Londynu.